# Georg Stertz
Georg Stertz (ur. 19 września 1878 we Wrocławiu, zm. 19 marca 1959 w Monachium) – niemiecki lekarz neurolog i psychiatra.
Studiował medycynę we Fryburgu Bryzgowijskim, Monachium i Wrocławiu gdzie 17 lipca 1903 uzyskał doktorat, 26 czerwca 1910 habilitował się w Bonn. W latach 1912–1919 pracuje na Schlesische Friedrich-Wilhelms-Universität zu Breslau, następnie przez 2 lata w Monachium. Od 1921 roku na katedrze psychiatrii w Marburgu. Od 1926 do 1937 jest dyrektorem Kliniki chorób nerwowych w Kilonii. Od 1947 do 1952 ponownie został zatrudniony na uniwersytecie w Monachium. W 1955 zostaje odznaczony Krzyżem Wielkim Orderem Zasługi Republiki Federalnej Niemiec.
Jego żoną była Gertrud Alzheimer, córka Aloisa Alzheimera.